# Daniel Libeskind
Daniel Libeskind (Łódź, 12 maggio 1946) è un architetto polacco naturalizzato statunitense.
È tra gli esponenti del decostruttivismo.

## Biografia
Nato a Łódź, in Polonia il 12 maggio 1946, Daniel Libeskind è il secondo figlio di Dora e Nachman Libeskind, due ebrei polacchi sopravvissuti all'Olocausto.
Trascorre l'infanzia in Polonia, dove coltiva la passione per la musica, che prosegue a Tel Aviv, in Israele, dove si trasferisce con la propria famiglia una volta finiti i primi studi in Polonia. Nel 1960 consegue una borsa di studio messa in palio dall'America Israel Cultural Foundation, che gli permette di trasferirsi a New York.
Nella grande mela, Libeskind vive alla Housing Amalgamated Cooperative nel nord-ovest del Bronx, e frequenta la Bronx High School of Science. La tipografia dove lavorava il padre era in Stone Street a Lower Manhattan, da dove Libeskind poteva vedere World Trade Center in fase di costruzione negli anni '60.
Si iscrive alla facoltà di architettura della Cooper Union for the Advancement of Science and Art. La Cooper Union è un'università che fa riferimento a una fondazione privata, e, a differenza delle “normali” università americane, offre insegnamenti gratuiti agli studenti con minori possibilità economiche.
Conseguita la laurea nel 1970, Libeskind decide di approfondire gli studi e dietro consiglio di Peter Eisenman si trasferisce a Londra per potersi specializzare in Storia e Teoria dell'architettura presso l'Università dell'Essex. Dopo quest'ultimo corso di studi inizia ad insegnare a Londra (all'Architectural Association), negli Stati Uniti ma anche in varie università europee e in Giappone.
Dal 1978 ricopre la carica di direttore del Dipartimento di Architettura alla Cranbrook Academy of Art and Design, la scuola di Eliel ed Eero Saarinen. Qui progetta per la prima volta un edificio inclinato che sovverte le regole geometriche in occasione di un concorso per la riqualificazione di un'area abbandonata del Potsdamer Güterbahnhof a Berlino.
Nel 1985 conclude il suo lavoro e parte per Milano, dove nel 1986 fonda e dirige fino al 1989 un laboratorio didattico sperimentale no-profit, la Architecture Intermundium. Dopo solo 4 anni, Libeskind decide di lasciare l'Italia definendola un bellissimo paese dove è impossibile svolgere la professione di Architetto, e, accetta l'invito della “Paul Getty Foundation” a lavorare come Senior Scholar al Center for the Arts and the Humanities a Los Angeles.
Da qui ha inizio per Libeskind la carriera che lo condurrà alla fama. Progetta quella che diventerà l'icona irrealizzata del decostruttivismo, il City Edge di Berlino, vincendo il primo premio del concorso “IBA City Edge Competition”.

## Carriera
Si guadagna, grazie ai suoi progetti, un posto alla mostra del 1988 “Deconstructivist Architecture” al Museum of Modern Art di New York assieme ad altri sei architetti dell'architettura decostruttivista. La mostra lo rende noto a un più vasto pubblico.
Vince, due anni dopo, il concorso per l'ampliamento del Museo Ebraico di Berlino, e si trasferisce nella capitale tedesca. Apre il suo nuovo studio e inaugura altri progetti: il padiglione di Osaka, sempre nel 1990, il piano urbanistico di Groningen, il piano per l'Alexanderplatz a Berlino. Negli anni successivi progetta altro, un complesso commerciale a Wiesbaden, un ponte abitato irrealizzato a Londra, il museo del XX secolo a Norimberga e un giardino dedicato a san Giovanni della Croce per l'“Associazione cattolica” di Amsterdam. Si dedica anche al teatro, disegna scenografie e costumi per alcuni spettacoli e progetta un teatrino sperimentale a Brema. Progetta l'ampliamento del Museo Ebraico di Berlino, il Felix Nussbaum Museum a Osnabrück, ampliamento al museo dedicato al pittore ebreo ucciso ad Auschwitz; la Filarmonica di Brema; la spiraliforme addizione al Victoria and Albert Museum a Londra; la comunità Ebraica e la sinagoga a Duisburg. Nel 1997, un anno prima della fine dei lavori al Museo Ebraico, gli viene dedicata una mostra personale al NAI di Rotterdam e vince anche il Berlin Cultural Prize.
Dopo l'inaugurazione del Museo Ebraico Libeskind inizia un'altra grande serie di progetti: l'Imperial War Museum North, a Trafford, in Inghilterra; lo Studio Weill, Port d'Andratx, a Mallorca; nel 2002 il progetto del Creative Media Centre ad Hong Kong e del Militärhistorisches Museum di Dresda, nel 2004 la London University Post Graduate Centre a Londra.
Nel 2004 gli viene affidata la riprogettazione di Ground Zero, dopo la caduta delle torri gemelle. Libeskind ha progettato un quartiere ricco di particolari su cui svetta la Freedom Tower, il grattacielo alto 1776 piedi (numero simbolico che ricorda l'anno della dichiarazione d'indipendenza americana). In seguito a dissidi con i committenti, il progetto di Libeskind viene quasi interamente abbandonato e affidato ad altri architetti.
Ha condotto altri numerosi progetti, come il CityLife di Milano, la riqualificazione del vecchio quartiere fieristico. Il progetto è inoltre seguito da Zaha Hadid e Arata Isozaki.

## Opere

### Opere realizzate

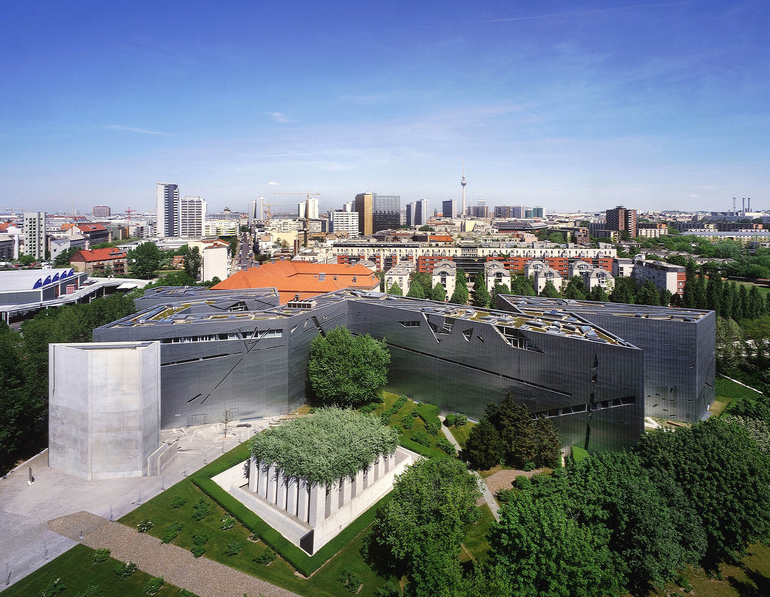
Il Museo Ebraico di Berlino
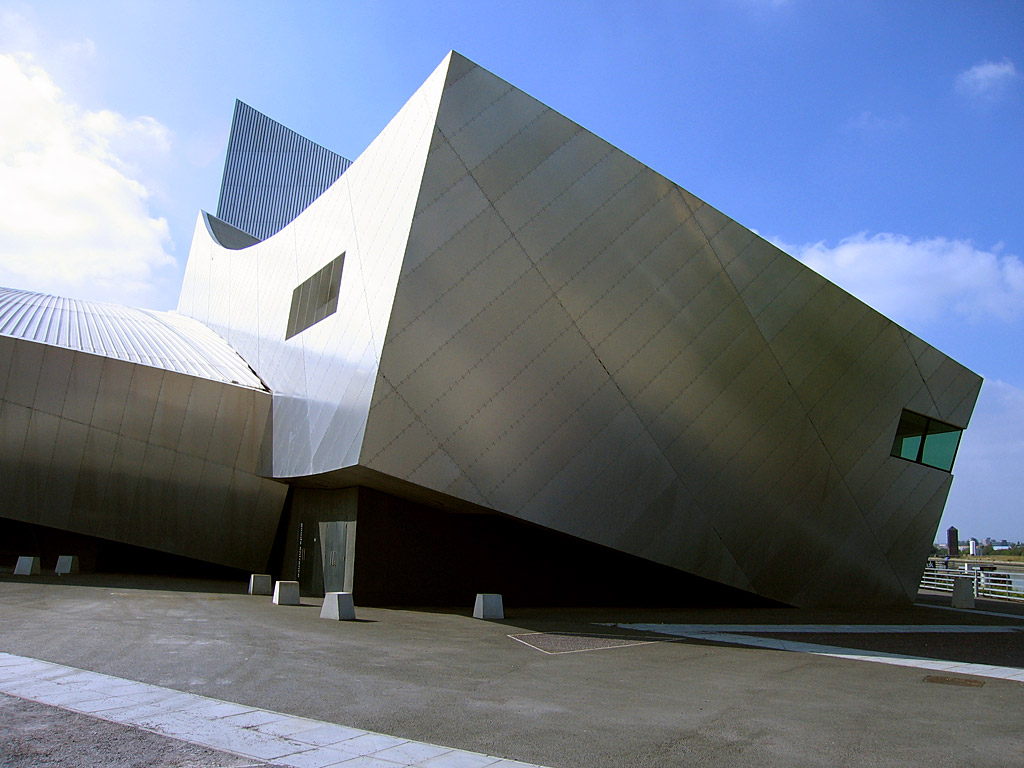
L'Imperial War Museum North a Manchester
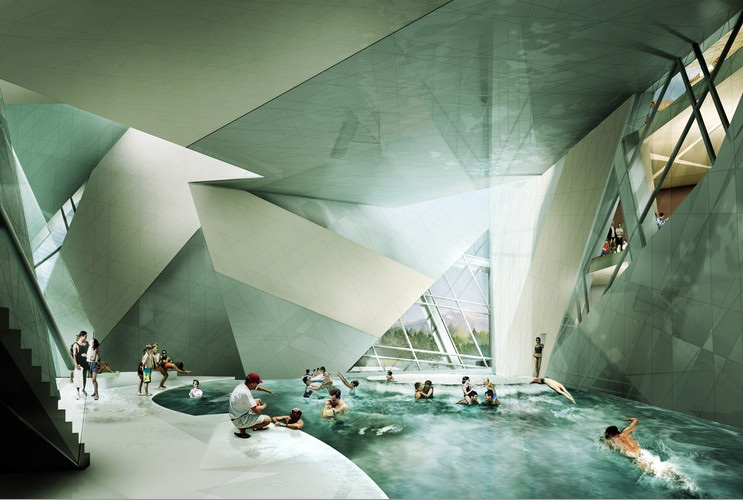
Westside interior, 2008
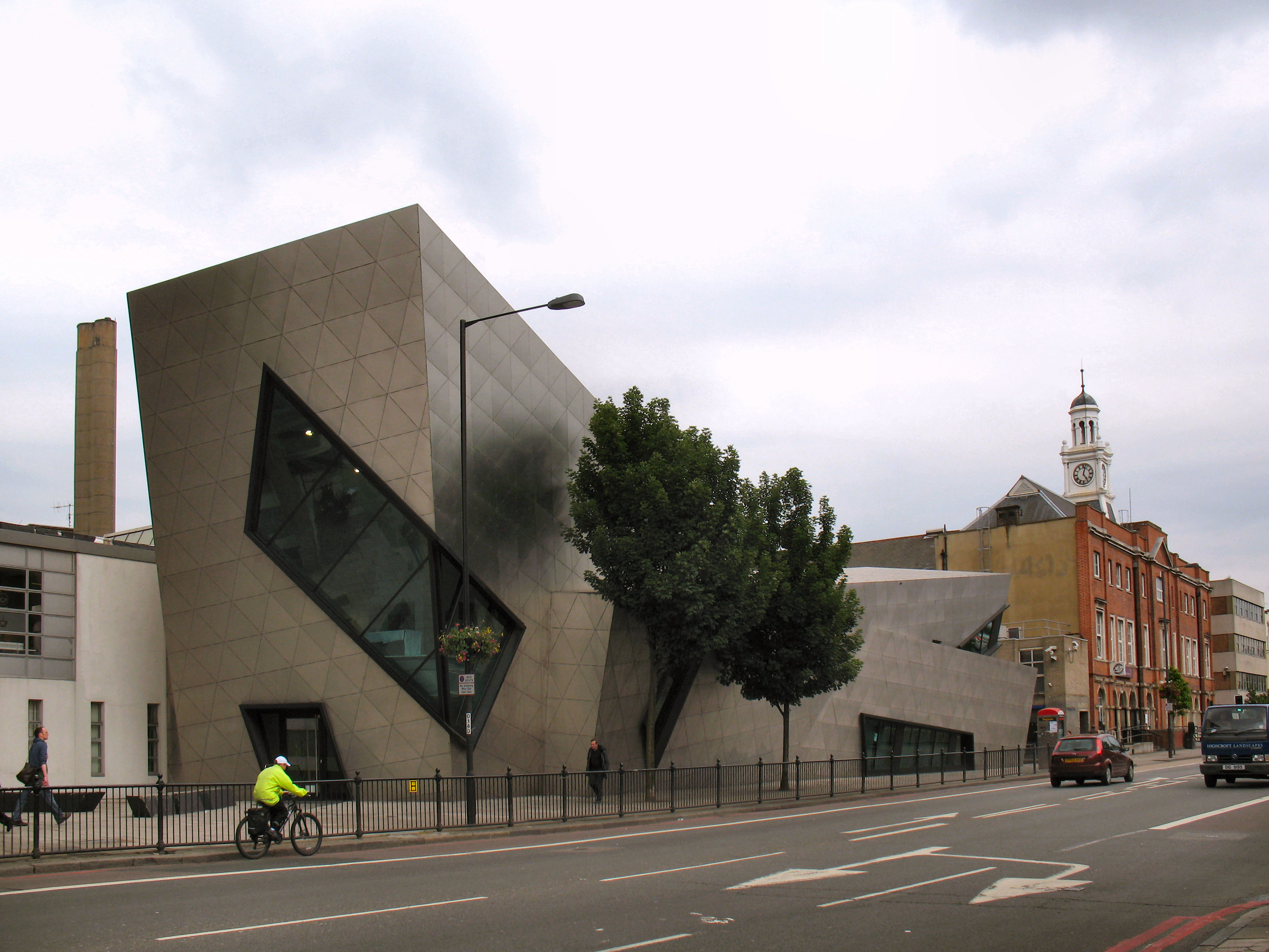
London Metropolitan University di Londra
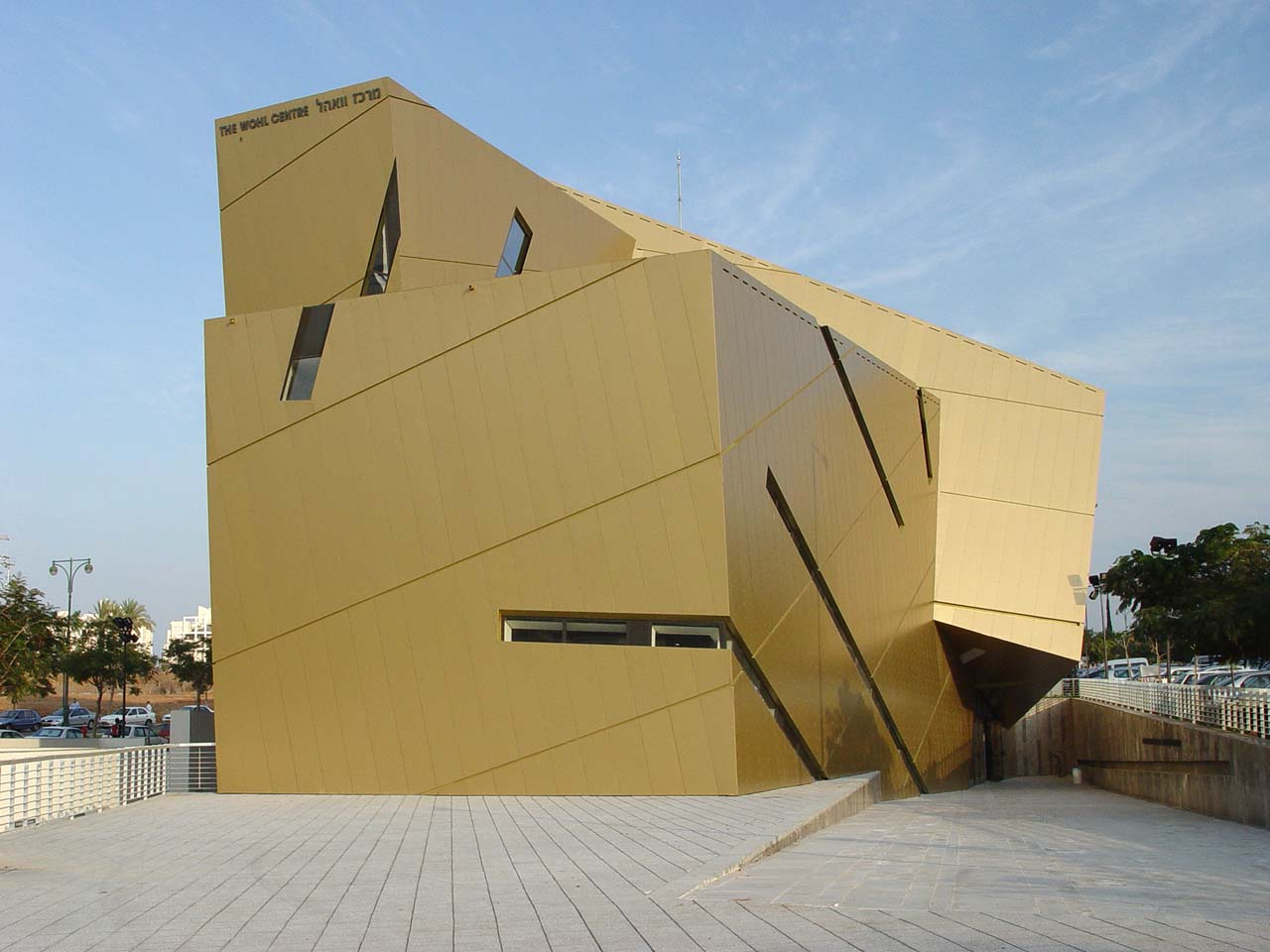
Il Wohl Center all'Università Bar-Ilan a Ramat-Gan
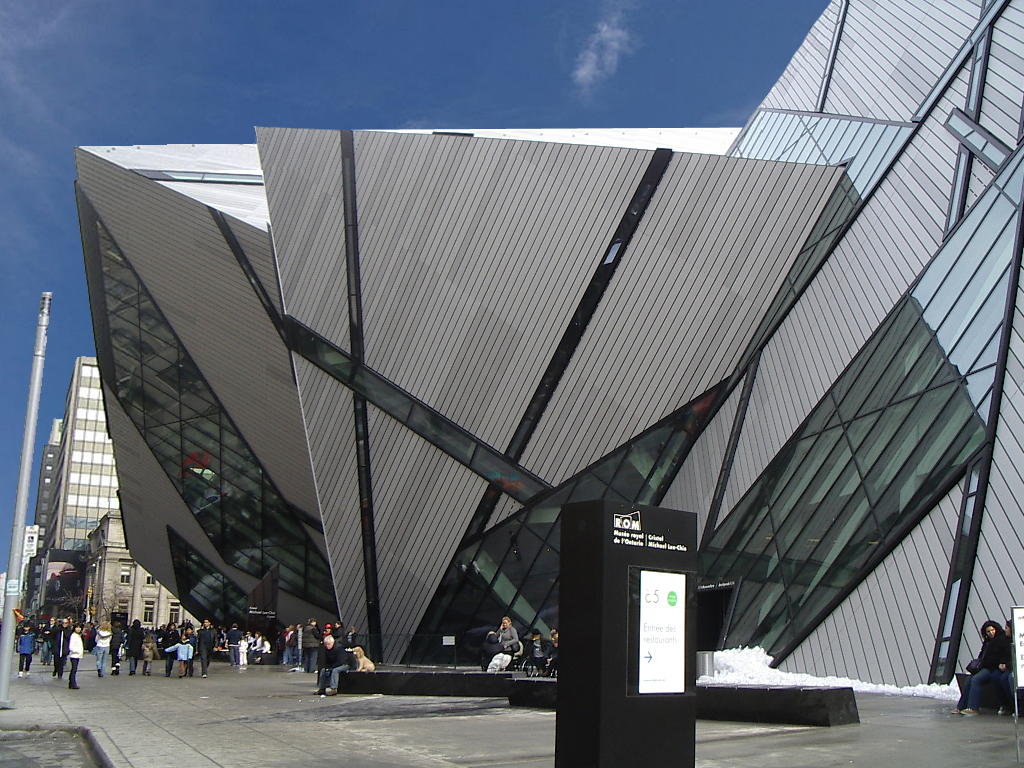
Ampliamento del Royal Ontario Museum a Toronto
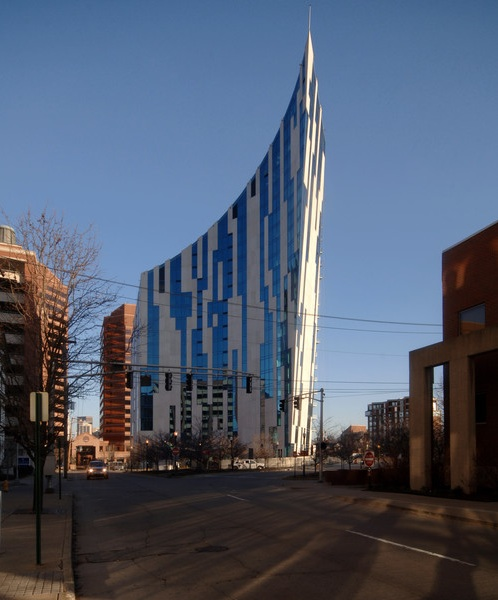
The Ascent at Roebling's Bridge a Covington nel Kentucky
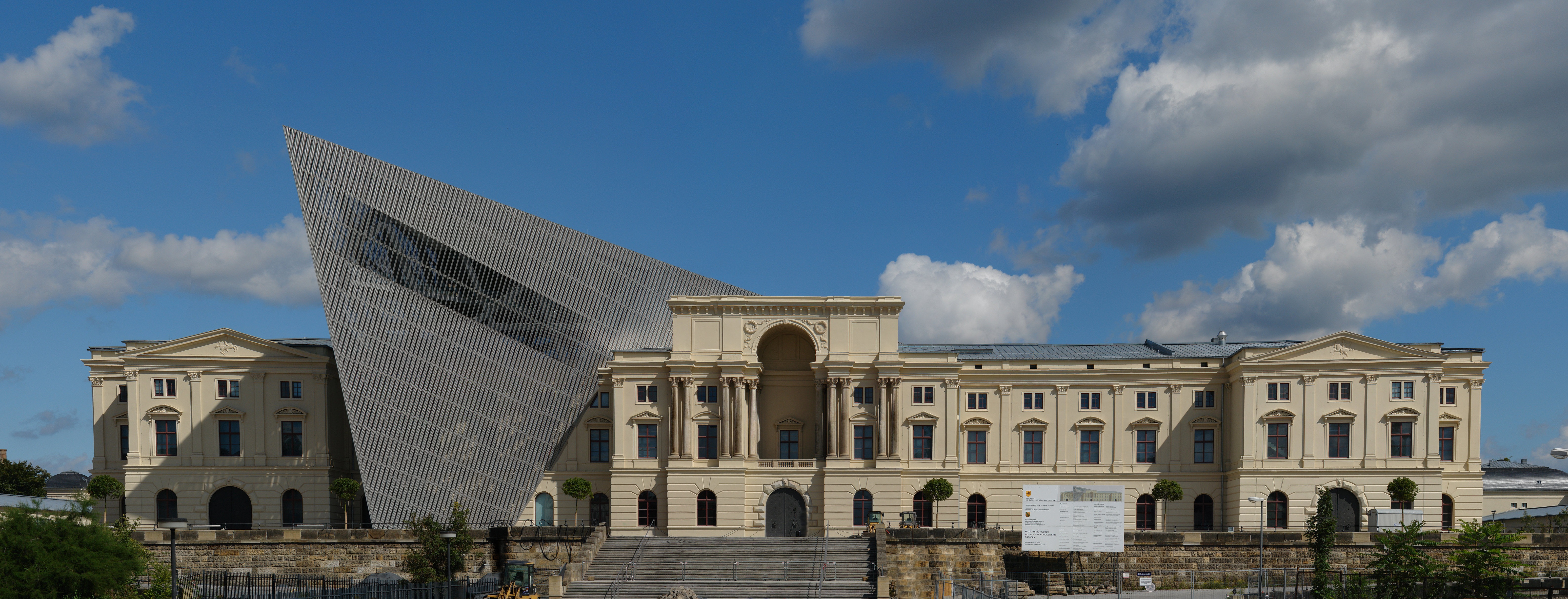
Militärhistorisches Museum der Bundeswehr di Dresda
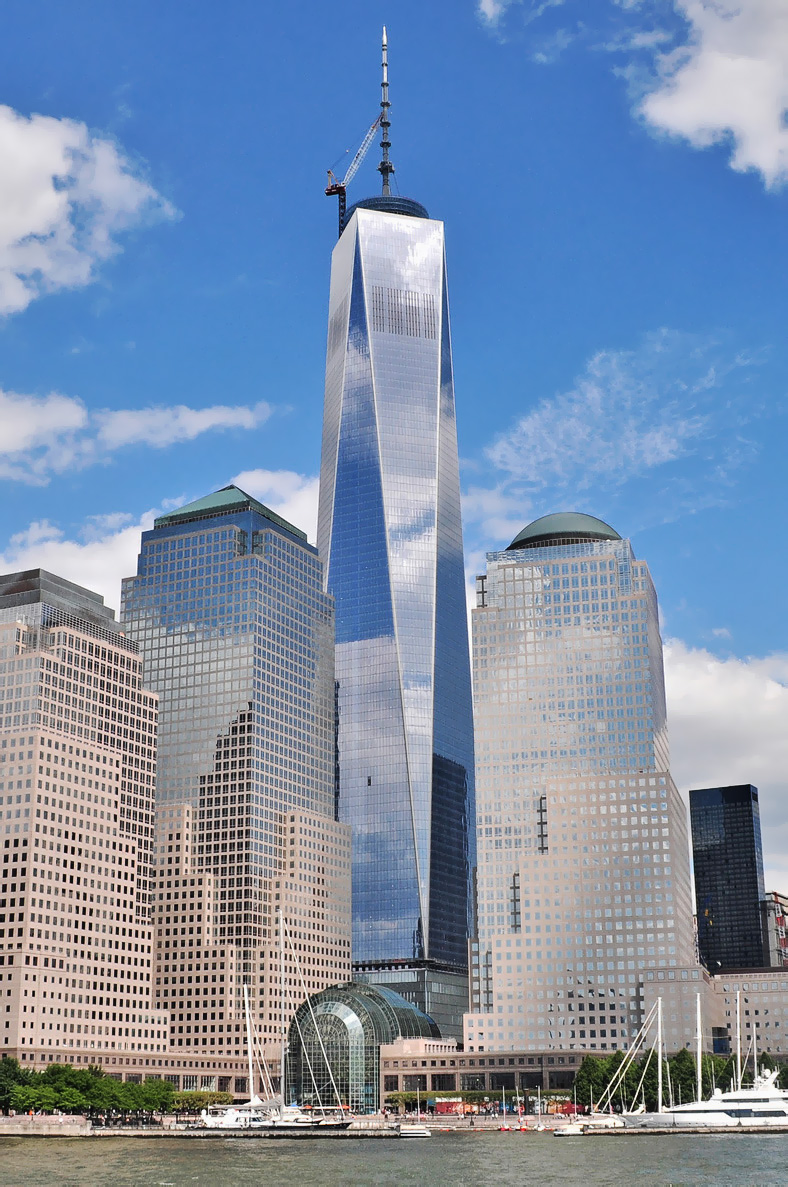
Il One World Trade Center (Freedom Tower) di New York
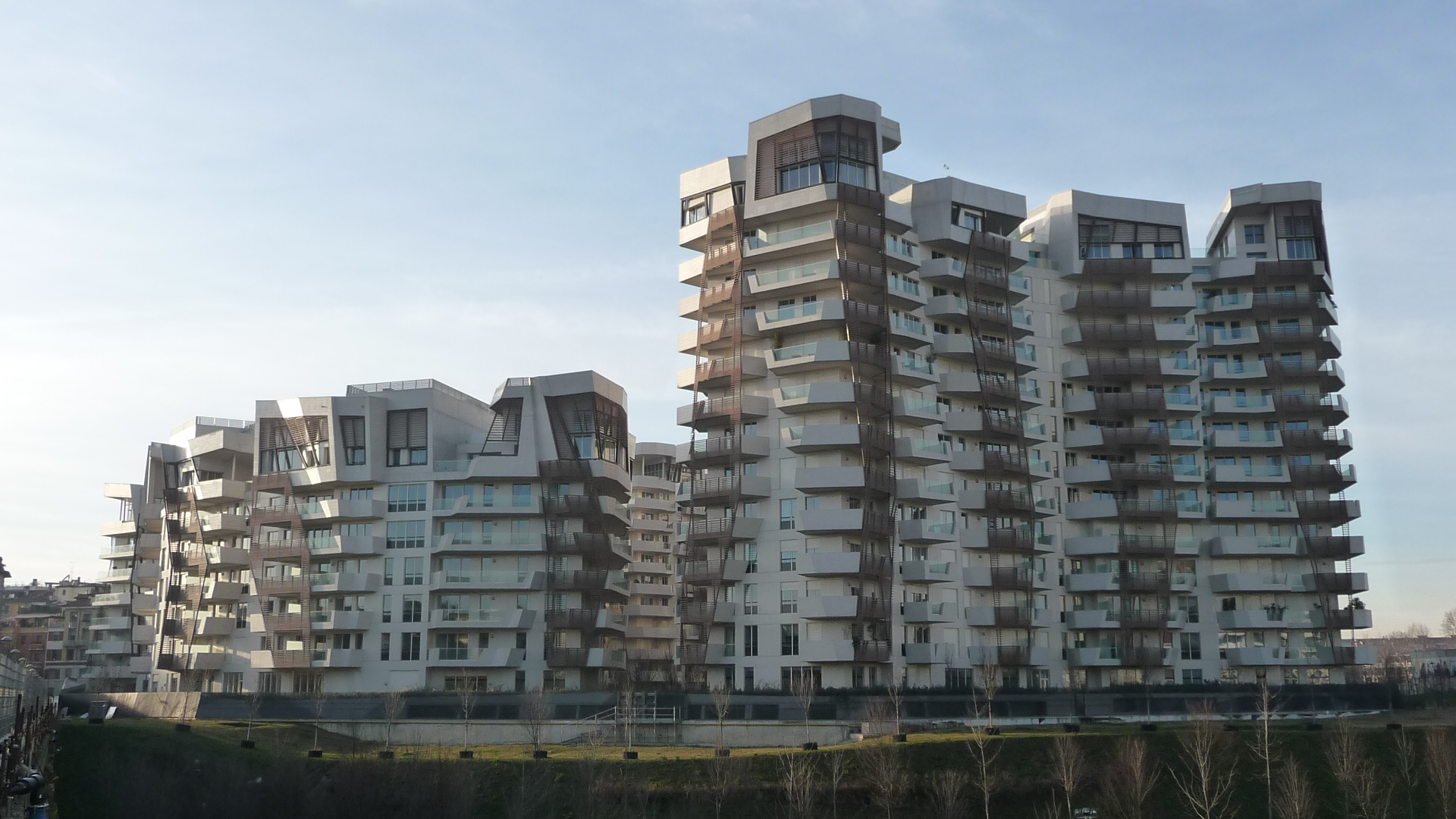
Residenze Libeskind di Milano

- Museo ebraico, Berlino, Germania (1989-1999)
- Felix Nussbaum Haus, Osnabrück, Germania (1995-1998), che ospita il museo dedicato al pittore Felix Nussbaum
- Imperial War Museum North, Manchester, Regno Unito (1997-2001)[1]
- Contemporary Jewish Museum, San Francisco, California, USA (1998-2008)
- Studio Weil, Maiorca, Spagna (2000-2003)
- Ampliamento del Denver Art Museum, Frederic C. Hamilton Building, Denver, Colorado, USA (2000-2006)[2]
- Residenze del Denver Art Museum, Denver, Colorado, USA (2000-2006)
- Westside Shopping and Leisure Centre, Berna, Svizzera (2000–2008)
- Danish Jewish Museum, Copenaghen, Danimarca (2001-2003)
- London Metropolitan University Graduate Centre, Londra, Regno Unito (2001-2004)
- Il Wohl Centre all'Università Bar-Ilan, Ramat Gan, Israele (2001–2005)
- Ampliamento del Royal Ontario Museum e rinnovamento di 10 gallerie esistenti di Michael Lee-Chin Crystal, Toronto, Ontario, Canada (2002–2007)
- Tangente, Facciata dei quartieri generali Hyundai, Seul, Corea del Sud (2003–2005)
- Monumento "Memoria e Luce", in memoria delle Twin Towers, Padova, Italia (2004-2005)
- Aggiunta di vetro nel cortile del Jewish Museum Berlin, Berlino, Germania (2004–2007)
- The Ascent at Roebling's Bridge, condominio residenziale, Covington, Kentucky, USA (2004–2008)
- MGM Mirage al CityCenter, ritagli e spazi pubblici sulla Las Vegas Strip, Las Vegas, Nevada USA (2005–2009)
- Grand Canal Square, Grand Canal Theatre e Sviluppo Commerciale, Dublino, Irlanda (2004–2010)
- Residenze Libeskind, Milano, Italia (2004-2013)[3]
- Ruota del Monumento Conscience, M.S. St. Louis Memorial, Pier 21, Halifax, Canada (2010)
- Military History Museum, Dresda, Germania (2001–2011)
- Run Run Shaw Creative Media Centre all'Università della Città di Hong Kong, Hong Kong (2002–2011)
- Reflections a Keppel Bay, residenze di grattacieli ed edifici bassi, Keppel Bay, Singapore (2006–2011)
- 18.36.54 residenza privata, Connecticut, USA (2007-2008)
- Haeundae I Park Marina, complesso di grattacieli, Pusan, Corea del Sud (2007-2011)
- Villa Libeskind, casa intelligente prefabbricata (2009)
- Accademia del Jewish Museum Berlin, Eric F. Ross Building, Berlino, Germania (2010-2012)
- Memoriale Ground Zero One World Trade Center, New York, USA (2003-2014)
- The Life Electric, Como, Italia (2015)[4]
- Portali di EXPO, statue poste ai quattro angoli di Piazza Italia, centro del sito espositivo di EXPO 2015. Milano, 2015

### Opere in corso
- Torre Libeskind del progetto CityLife, Milano, Italia (2004-2015)[5]
- Złota 44, torre residenziale, Varsavia, Polonia (2005-2013)
- L Tower e riqualificazione del Sony Centre for the Performing Arts, Toronto, Canada (2005–2013)
- Kö-Bogen, Königsallee, Düsseldorf, Germania (2009–2013)
- Vitra Tower, San Paolo, Brasile (2010-2014)
- Centro Congressi di Mons, Mons, Belgio (2010-2014)
- EB Tower, Brescia (Intervento di riqualificazione in un'area centrale a Brescia, residenze, uffici, commercio)
- Beth Shalom, sinagoga liberale a Monaco di Baviera, Germania

### Prodotti design Libeskind
- Sedia per la Casa Spirit del Royal Ontario Museum, Nienkamper, Toronto, Canada (2007)
- Set per il The, Sawaya & Moroni (2009)
- Maniglie per Porte Denver, Olivari (2009)
- eL Masterpiece, Zumbotel Group, Sawaya & Moroni (2011)
- Poltrona e Tavolino Torq, Sawaya & Moroni (2012)
- Lampioni della Strada Zohar, Zumbotel Group (2012)
- La Porta Idea 1 & 2, TRE-Più (2012)
- Specchio The Wing, FIAM Italia (2013)
- Flow, Jacuzzi (2013)
- Lampada Paragon, Artemide (2013)
- Maniglia per Porte Nina, Olivari (2013)
- Lampada Cordoba, Slamp (2017)

## Riconoscimenti
- Medaglia dell'American Institute of Architects per il più alto Rendimento Scolastico (1970)
- Contributo alle Arti del Design del National Endowment for the Arts per gli studi in Architettura (1983)
- Primo Premio Leone di Pietra alla Biennale di Venezia per il Progetto Palmanova (1985)
- Elezione alla American Academy of Arts and Letters (1996)
- Premio Design per il meglio del 1998 della rivista Time per la Felix Nussbaum Haus (1998)
- Medaglia Goethe per il contributo culturale al Goethe-Institut (2000)
- Primo architetto a vincere il Premio Arte di Hiroshima, assegnato ad un artista il cui lavoro promuove la comprensione internazionale e la pace (2001)[6]
- Medaglia Leo Baeck per il suo lavoro umanitario nel promuovere la tolleranza e la giustizia sociale (2003)
- Nomina a Primo Ambasciatore Culturale per l'Architettura dal Dipartimento di Stato degli Stati Uniti d'America (2004)[7]
- Membro onorario della Royal Academy of Arts di Londra (2004)
- Premio di Uomo dell'Anno da parte del Museo d'arte di Tel Aviv (2004)
- RIBA International Award per l'Imperial War Museum North (2004)
- Premio RIBA per la London Metropolitan University Graduate Centre (2004)
- RIBA International Award per il Wohl Centre all'Università Bar-Ilan (2006)
- Medaglia d'Oro per l'Architettura presso il National Arts Club (2007)
- Primo destinatario della laurea honoris di Dottore di Belle Arti (DFAE) dell'Università di Ulster in riconoscimento dei suoi servizi di altissima qualità per l'Architettura e il Design globale (2009)[8]

## Curiosità
- Per la progettazione e la realizzazione del Museo ebraico di Berlino ha inteso a interpretare le voci della città, perché gli ebrei, con la loro cultura, fanno parte del tessuto connettivo della metropoli tedesca. È stato studiato, in una fase iniziale, prima della caduta del muro. Pensato non come un edificio, ma come frutto di una storia sociale che si evolverà positivamente nel futuro, parte integrante della città in cui è realizzato[9][10]
- Il Giardino dell'Esilio, esprime una visione metaforica, rappresentando, dunque, non solo l'esilio degli Ebrei, ma una condizione più diffusa di nomadismo e mancanza di patria.[9][10]
- La famiglia di Libeskind era composta da immigrati ed i genitori lavoravano a New York, in una fabbrica.[9][10]
- Nella progettazione della Torre dell'Olocausto, Libeskind, ha ricreato un'idea di speranza, tramite una piccola lama obliqua di luce che simboleggia la via di fuga simbolica di una sopravvissuta dell'Olocausto.[9][10]
- Secondo Libeskind, un'opera architettonica, prima di essere realizzata, necessita di una un'indagine nel mondo dell'architettura stessa, per comprendere le radici sociali ed antropologiche dell'opera.[9][10]